# Marcel Douvinet
Marcel Louis Douvinet (ur. 7 czerwca 1899 w Paryżu, zm. 3 sierpnia 1987 w Bagnolet) – francuski zapaśnik walczący w stylu klasycznym. Olimpijczyk z Antwerpii 1920, gdzie zajął siedemnaste miejsce w wadze półciężkiej.

## Letnie Igrzyska Olimpijskie 1920
| Konkurencja            | Rundy eliminacyjne   | Klas. końcowa |
| Konkurencja            | 1/16                 | Miejsce       |
| ---------------------- | -------------------- | ------------- |
| 82,5 kg styl klasyczny | Sven Ohlsson (SWE) P | 17.           |